# エフネス
株式会社エフネス（F-ness Corporation）は、東京都渋谷区に本社を置く日本の旅行関連企業。

## 概要
観光産業情報ポータルサイト、ホテル客室B2Bサイト、国際航空券発券代行、旅行会社・ホテル向けクレジット決済支援等、観光産業内B2B事業を展開

## 沿革
- 1990年（平成2年）7月　株式会社エフネスの前身、株式会社ルゥエストが設立
- 1991年（平成3年）3月　旅行業代理店業 第7085号を取得
- 1991年（平成3年）7月　社団法人日本旅行業協会(JATA)準会員となる
- 1995年（平成7年）2月　社団法人日本旅行業協会(JATA)正会員となる
- 1996年（平成8年）3月　IATA公認代理店となる
- 1996年（平成8年）4月　第一種旅行業に移行
- 2000年（平成12年）4月　トラベルビジョン株式会社を設立
- 2001年（平成13年）12月　社名を「株式会社エフネス」へ変更
- 2003年（平成15年）6月　株式会社ティ・アイ・コンソーシアの前身企業が株式会社エフネス代理業となる
- 2005年（平成17年）9月　有限会社ギャランツアーを設立（2007年9月に株式会社化）
- 2005年（平成17年）9月  株式会社ルゥエストが行っていた国際航空券卸売業務を移管
- 2008年（平成20年）4月　旅行業振興機構株式会社を設立
- 2009年（平成21年）4月　社団法人 日本海外ツアーオペレーター協会（OTOA）正会員となる
- 2009年（平成21年）7月　太平洋アジア観光協会(PATA) 日本支部会員となる
- 2010年（平成22年）7月　株式会社アドベンチャーを設立
- 2010年（平成22年）7月　株式会社ティ・アイ・コンソーシアが独立支援・企業再生・事業継承事業を開始
- 2012年（平成24年）8月　株式会社アドベンチャーの事業を株式会社エフネスへ移管
- 2014年（平成26年）10月　株式会社ノーススタージャパンが株式会社エフネスの子会社となる
- 2015年（平成27年）7月　株式会社アウト・ジャパンを設立
- 2016年（平成28年）2月　株式会社エフネスのリキシャDM事業部が株式会社リキシャとして子会社化される
- 2016年（平成28年）9月　国際航空券サポートデスク株式会社を設立
- 2019年（令和元年）7月　株式会社ギャランツアー、トラベルビジョン株式会社、旅行業振興機構株式会社、株式会社リキシャを吸収合併
- 2020年（令和2年）12月　本社を渋谷区神宮前、大阪支店を中央区北浜に移転

## グループ会社
株式会社エフネス(F-ness Corporation)
トラベルビジョン事業部（観光産業情報ポータル運営、広報・販売促進活動代行、セミナー企画主催）
https://www.travelvision.jp/
ギャランツアー事業部（国際航空券の仕入・発券・精算事業）
https://www.gallanttour.com/  リキシャ事業部（B2B専用ホテル予約サイト運営）
https://www.rikisha-easyrez.jp/
TASA事業部（クレジットカード包括加盟店事業）
https://www.tasa.co.jp/
株式会社ティ・エス・ディ
国際航空券関連業務の夜間・休日BPOサービス
https://www.travelsupportdesk.jp/
海外出張手配・企画旅行催行
http://www.travel-i.net/

## その他
CSR活動の一環として、日本で初めての小児がん治療専門病院の設立を目指すNPO法人チャイルド・ケモ・ハウスを支援している。